# Сезон жіночої збірної України з волейболу 2025
У 2025 році жіноча збірна України має брати участь у чемпіонаті світу і розіграші Європейської волейбольної ліги.

## Підготовка до сезону
1-го лютого тренерський штаб оголосив розширений список збірної України на 2025 рік. Він поділений на основний і молодіжний склади. Очолив команду польський фахівець Якуб Глушак.
|  | Основний склад:       |                      |
|  | Зв'язуючі             |                      |
|  | Дар'я Шаргородська    | «Жетису»             |
|  | Станіслава Парфьонова | «Буковинка»          |
|  | Вікторія Олійник      | «Маккабі»            |
|  | Ольга Скрипак         | «Динамо» (Бухарест)  |
|  | Діагональні           |                      |
|  | Анастасія Крайдуба    | «Бандунг»            |
|  | Дар'я Буткевич        | «Лейшойнш»           |
|  | Вікторія Даньчак      | «Хвасон»             |
|  | Марина Федчук         | «Буковинка»          |
|  | Анна Артишук          | «Зуль»               |
|  | Догравальниці         |                      |
|  | Олександра Міленко    | РТТ Спор             |
|  | Юлія Бойко            | «Анкарагюджю»        |
|  | Юлія Димар            | «Куаниш»             |
|  | Андріана Павлик       | «Буковинка»          |
|  | Валерія Якушева       | «Добродій»           |
|  | Євгенія Хобер         | «Сокол» (Могільно)   |
|  | Центральні блокуючі   |                      |
|  | Світлана Дорсман      | «Бидгощ»             |
|  | Ксенія Пугач          | «Аполлон» (Лімассол) |
|  | Марина Мазенко        | «Сокол» (Могільно)   |
|  | Поліна Герасимчук     | «Буковинка»          |
|  | Діана Мелюшкина       | «Кемпер»             |
|  | Ліберо                |                      |
|  | Кристина Нємцева      | «Буковинка»          |
|  | Катерина Васильєва    | «Балта»              |

|  | Молодіжний склад:    |                  |
|  | Зв'язуючі            |                  |
|  | Катерина Гусейнова   | «Амазонес»       |
|  | Вероніка Тверда      | «Йованос»        |
|  | Діагональна          |                  |
|  | Вікторія Лохманчук   | «Хемік» (Полиці) |
|  | Догравальниці        |                  |
|  | Маргарита Гейко      | «Бельсько-Бяла»  |
|  | Марія Капланська     | «Кемпер»         |
|  | Поліна Дзюба         | «Буковинка»      |
|  | Андріана Павлик      | «Буковинка»      |
|  | Валерія Якушева      | «Добродій»       |
|  | Центральні блокуючі  |                  |
|  | Крістіна Старостенко | «Нансі»          |
|  | Поліна Герасимчук    | «Буковинка»      |
|  | Катерина Черкашина   | «Буковинка»      |
|  | Ксенія Ратій         | «Балта»          |
|  | Ліберо               |                  |
|  | Аліка Луценко        | «Йованос»        |
|  | Аріна Бойко          | «Буковинка»      |

5-го травня національна команда зібралася в польському місті Радом і розпочала підготовку до розіграшу євроліги. Через стан здоров'я приїхали на збір не приїхали на збір Світлана Дорсман і Вікторія Даньчак.
|  | Зв'язуючі             |             |
|  | Дар'я Шаргородська    | «Жетису»    |
|  | Станіслава Парфьонова | «Буковинка» |
|  | Олександра Молчанова  | «Буковинка» |
|  | Діагональні           |             |
|  | Анастасія Крайдуба    | «Бандунг»   |
|  | Анна Артишук          | «Зуль»      |
|  | Догравальниці         |             |
|  | Олександра Міленко    | РТТ Спор    |
|  | Юлія Димар            | «Куаниш»    |
|  | Андріана Павлик       | «Буковинка» |
|  | Валерія Якушева       | «Добродій»  |
|  | Поліна Дзюба          | «Буковинка» |
|  | Валерія Нудьга        | Туреччина   |

|  | Центральні блокуючі |                     |
|  | Поліна Герасимчук   | «Буковинка»         |
|  | Діана Мелюшкина     | «Кемпер»            |
|  | Катерина Черкашина  | «Буковинка          |
|  | Анастасія Маєвська  | «Динамо» (Бухарест) |
|  | Уляна Котар         | «Марк Баруель»      |
|  | Ліберо              |                     |
|  | Кристина Нємцева    | «Буковинка»         |
|  | Аліка Луценко       | «Йованос»           |

## Євроліга

### Перший етап
| Дата      | Час   |         | Рахунок |         | Сет 1 | Сет 2 | Сет 3 | Сет 4 | Сет 5 | Всього | Звіт |
| --------- | ----- | ------- | ------- | ------- | ----- | ----- | ----- | ----- | ----- | ------ | ---- |
| 31 травня | 19:00 | Україна | 3–1     | Іспанія | 25–16 | 20–25 | 25–16 | 25–15 |       | 95–72  | Звіт |

| 1       | Олександра Міленко    | 7  |
| 2       | Діана Мелюшкина       | 14 |
| 6       | Кристина Нємцева (л)  |    |
| 13      | Юлія Димар            | 14 |
| 14      | Дар'я Шаргородська    | 3  |
| 19      | Анна Артишук          | 17 |
| 26      | Уляна Котар           | 10 |
| Заміни: |                       |    |
| 4       | Аліка Луценко (л)     |    |
| 9       | Станіслава Парфьонова |    |
| 12      | Валерія Нудьга        | 1  |
| 16      | Анастасія Маєвська    |    |
| 23      | Андріана Павлик       | 1  |
| 24      | Анастасія Крайдуба    | 1  |

| 1       | Аріадна Пріанте      | 2  |
| 12      | Лусія Варела Гомес   | 14 |
| 13      | Патрісія Льябрес (л) |    |
| 16      | Марія Шлегель        | 2  |
| 18      | Карла Хіменес Руїс   | 4  |
| 24      | Хімена Фернандес     | 4  |
| 33      | Марія Сегура         | 10 |
| Заміни: |                      |    |
| 2       | Зої Мавромматіс      | 3  |
| 11      | Юлія де Паула        | 5  |
| 17      | Ана Ескамілья        | 11 |
| 22      | Ракель Ласаро        |    |

| Дата     | Час   |            | Рахунок |         | Сет 1 | Сет 2 | Сет 3 | Сет 4 | Сет 5 | Всього | Звіт |
| -------- | ----- | ---------- | ------- | ------- | ----- | ----- | ----- | ----- | ----- | ------ | ---- |
| 1 червня | 19:00 | Чорногорія | 1–3     | Україна | 20–25 | 25–21 | 18–25 | 12–25 |       | 75–96  | Звіт |

| 1       | Саска Джурович    | 3  |
| 3       | Ніколета Перович  | 22 |
| 5       | Марія Шушич       | 2  |
| 6       | Теодора Чавич     | 4  |
| 15      | Невена Вукчевич   | 7  |
| 18      | Катарина Будрак   | 10 |
| 20      | Ксенія Крунич (л) |    |
| Заміни: |                   |    |
| 8       | Гордана Мадзгалі  |    |
| 14      | Кристина Бозович  |    |
| 17      | Дар'я Попович     |    |
| 19      | Вікторія Джукич   |    |
| 22      | Міна Драгович     | 3  |

| 1       | Олександра Міленко   | 11 |
| 6       | Кристина Нємцева (л) |    |
| 13      | Юлія Димар           | 15 |
| 14      | Дар'я Шаргородська   | 4  |
| 16      | Анастасія Маєвська   | 7  |
| 19      | Анна Артишук         | 20 |
| 26      | Уляна Котар          | 19 |
| Заміни: |                      |    |
| 4       | Аліка Луценко (л)    |    |
| 12      | Валерія Нудьга       |    |
| 23      | Андріана Павлик      | 1  |

| Дата     | Час   |         | Рахунок |            | Сет 1 | Сет 2 | Сет 3 | Сет 4 | Сет 5 | Всього | Звіт |
| -------- | ----- | ------- | ------- | ---------- | ----- | ----- | ----- | ----- | ----- | ------ | ---- |
| 6 червня | 00:00 | Україна | 3–1     | Португалія | 25–13 | 25–20 | 23–25 | 25–18 |       | 98–76  | Звіт |

| 1       | Олександра Міленко    | 11 |
| 2       | Діана Мелюшкина       | 15 |
| 6       | Кристина Нємцева (л)  |    |
| 13      | Юлія Димар            | 14 |
| 14      | Дар'я Шаргородська    | 3  |
| 19      | Анна Артишук          | 20 |
| 26      | Уляна Котар           | 10 |
| Заміни: |                       |    |
| 9       | Станіслава Парфьонова |    |
| 12      | Валерія Нудьга        |    |
| 24      | Анастасія Крайдуба    |    |

| 1       | Аманда Кавальканті    | 9  |
| 4       | Матільде Родрігес (л) |    |
| 5       | Маріана Гаркеш        | 1  |
| 7       | Ана Монтейро          | 3  |
| 9       | Алісе Клементе        | 13 |
| 14      | Марія Лопес           | 4  |
| 15      | Йоана Гаркеш          | 11 |
| Заміни: |                       |    |
| 11      | Юлія Каваленка        | 5  |
| 12      | Ана Фігуейрас         | 1  |
| 13      | Маргаріда Майя        | 6  |

| Дата     | Час   |          | Рахунок |         | Сет 1 | Сет 2 | Сет 3 | Сет 4 | Сет 5 | Всього | Звіт |
| -------- | ----- | -------- | ------- | ------- | ----- | ----- | ----- | ----- | ----- | ------ | ---- |
| 7 червня | 00:00 | Словенія | 0–3     | Україна | 23–25 | 16–25 | 22–25 |       |       | 61–75  | Звіт |

| 1       | Єва Павлович Морі          |    |
| 5       | Лорена Лорбер Фійок        | 9  |
| 8       | Єва Заткович               | 16 |
| 9       | Мія Шифтар                 | 12 |
| 13      | Ніка Мілошич               | 6  |
| 15      | Аня Мазей (л)              |    |
| 18      | Саша Планіншець            | 4  |
| Заміни: |                            |    |
| 7       | Емі Юрич                   |    |
| 10      | Полога Фреліх              | 1  |
| 11      | Мірта Великоня Грбач       | 3  |
| 14      | Ная Кукман                 |    |
| 19      | Катя Банко (л)             |    |
| 21      | Жана Івана Галужан Сагадін |    |

| 1  | Олександра Міленко   | 7  |
| 2  | Діана Мелюшкина      | 12 |
| 6  | Кристина Нємцева (л) |    |
| 13 | Юлія Димар           | 12 |
| 14 | Дар'я Шаргородська   | 3  |
| 19 | Анна Артишук         | 18 |
| 26 | Уляна Котар          | 5  |

- Після чотирьох турів збірна України стала одноосібним лідером. По три перемоги у своєму активі мають команди Румунії, Словаччини, Швеції і Угорщини.

| Дата      | Час   |        | Рахунок |         | Сет 1 | Сет 2 | Сет 3 | Сет 4 | Сет 5 | Всього | Звіт |
| --------- | ----- | ------ | ------- | ------- | ----- | ----- | ----- | ----- | ----- | ------ | ---- |
| 13 червня | 00:00 | Швеція | 3–0     | Україна | 25–20 | 26–24 | 25–19 |       |       | 76–63  | Звіт |

| 2       | Майя Таброн        | 7  |
| 10      | Ізабель Гок        | 28 |
| 12      | Гільда Густафссон  | 4  |
| 13      | Філіппа Брінк (л)  |    |
| 15      | Кірстен ван Леусен | 2  |
| 17      | Анна Гок           | 10 |
| 18      | Юлія Нільссон      | 4  |
| Заміни: |                    |    |
| 5       | Сесілія Мальм      |    |
| 24      | Ельза Нордін       |    |

| 1       | Олександра Міленко    | 6  |
| 2       | Діана Мелюшкина       | 10 |
| 6       | Кристина Нємцева (л)  |    |
| 13      | Юлія Димар            |    |
| 14      | Дар'я Шаргородська    | 6  |
| 19      | Анна Артишук          | 11 |
| 26      | Уляна Котар           | 11 |
| Заміни: |                       |    |
| 9       | Станіслава Парфьонова |    |
| 23      | Андріана Павлик       | 4  |
| 24      | Анастасія Крайдуба    | 2  |

| Дата      | Час   |         | Рахунок |            | Сет 1 | Сет 2 | Сет 3 | Сет 4 | Сет 5 | Всього | Звіт |
| --------- | ----- | ------- | ------- | ---------- | ----- | ----- | ----- | ----- | ----- | ------ | ---- |
| 15 червня | 00:00 | Україна | 3–0     | Словаччина | 25–12 | 25–21 | 25–16 |       |       | 75–49  | Звіт |

| 1  | Олександра Міленко   | 14 |
| 2  | Діана Мелюшкина      | 4  |
| 6  | Кристина Нємцева (л) |    |
| 13 | Юлія Димар           | 10 |
| 14 | Дар'я Шаргородська   | 1  |
| 19 | Анна Артишук         | 20 |
| 26 | Уляна Котар          | 5  |

| 2       | Барбора Косекова   | 1 |
| 6       | Карін Палгутова    | 9 |
| 9       | Ема Смєскова       |   |
| 14      | Тереза Грушецька   | 5 |
| 18      | Карін Шундерлікова | 9 |
| 20      | Зузана Шепелова    | 2 |
| 22      | Ема Магдинова (л)  |   |
| Заміни: |                    |   |
| 4       | Луція Гердова      |   |
| 9       | Ніна Герелова      | 5 |
| 15      | Кароліна Фрічова   |   |
| 17      | Симона Сливкова    |   |

Підсумкова таблиця після групового етапу:
1. Румунія (16 очок, 5 перемог)
2. Україна (15, 5)
3. Швеція (14, 5)
4. Угорщина (13, 5)
5. Словенія (11, 4)
6. Словаччина (9, 3)
7. Греція (8, 2)
8. Хорватія (7, 2)
9. Іспанія (6, 2)
10. Португалія (6, 2)
11. Чорногорія (3, 1)
12. Азербайджан (0, 0)

- Перші чотири збірні здобули право грати в півфіналі турніру.
- Найрезультативнішою волейболісткою групового етапу стала шведка Ізабель Гок (159 очок, 7,57 у середньому за сет). До п'ятірки кращих бомбардирок увійшли угорка Анетт Немет (159, 6,62), гречанка Марта Антулі (132, 5,28), українка Анна Артишук (106, 5,05) і румунка Аделіна Будаї-Унгуряну (103, 5,15).

### Фінал чотирьох
The Final four will be held in Sweden.
|  | Півфінал  | Півфінал |                     |   | Фінал | Фінал |
|  |           |          |                     |   |       |       |
|  | 28 червня |          |                     |   |       |       |
|  |           |          |                     |   |       |       |
|  | Румунія   | 2        |                     |   |       |       |
|  | Румунія   | 2        | 29 червня           |   |       |       |
|  | Угорщина  | 3        |                     |   |       |       |
|  | Угорщина  | 3        | Україна             | 3 |       |       |
|  | 28 червня |          | Україна             | 3 |       |       |
|  |           | Угорщина | 1                   |   |       |       |
|  | Україна   | Угорщина | 1                   | 3 |       |       |
|  | Україна   |          |                     | 3 |       |       |
|  | Швеція    | 0        |                     |   |       |       |
|  | Швеція    | 0        | Матч за третє місце |   |       |       |
|  |           |          |                     |   |       |       |
|  | 29 червня |          |                     |   |       |       |
|  |           |          |                     |   |       |       |
|  | Румунія   | 3        |                     |   |       |       |
|  | Румунія   | 3        |                     |   |       |       |
|  | Швеція    | 2        |                     |   |       |       |

Півфінал
| Дата      | Час   |         | Рахунок |        | Сет 1 | Сет 2 | Сет 3 | Сет 4 | Сет 5 | Всього | Звіт   |
| --------- | ----- | ------- | ------- | ------ | ----- | ----- | ----- | ----- | ----- | ------ | ------ |
| 28 червня | 19:00 | Україна | 3–0     | Швеція | 25–19 | 25–20 | 25–18 |       |       | 75–57  | ЗвітР2 |

| 1  | Олександра Міленко   | 7  |
| 2  | Діана Мелюшкина      | 10 |
| 6  | Кристина Нємцева (л) |    |
| 13 | Юлія Димар           | 8  |
| 14 | Дар'я Шаргородська   | 3  |
| 19 | Анна Артишук         | 20 |
| 26 | Уляна Котар          | 8  |

| 2       | Майя Таброн        | 8  |
| 10      | Ізабель Гок        | 24 |
| 12      | Гільда Густафссон  | 1  |
| 13      | Філіппа Брінк (л)  |    |
| 15      | Кірстен ван Леусен |    |
| 17      | Анна Гок           | 6  |
| 18      | Юлія Нільссон      | 2  |
| Заміни: |                    |    |
| 14      | Ганна Гельвіг      |    |
| 24      | Ельза Нордін       |    |
| 25      | Еммі Андерссон     |    |

Фінал
| Дата      | Час   |          | Рахунок |         | Сет 1 | Сет 2 | Сет 3 | Сет 4 | Сет 5 | Всього | Звіт     |
| --------- | ----- | -------- | ------- | ------- | ----- | ----- | ----- | ----- | ----- | ------ | -------- |
| 29 червня | 19:00 | Угорщина | 1–3     | Україна | 16–25 | 25–23 | 16–25 | 17–25 |       | 74–98  | ReportР2 |

| 1       | Аліз Кумп             | 3  |
| 2       | Фрусіна Тот (л)       |    |
| 7       | Фанні Фекете          | 5  |
| 11      | Река Седмак           | 2  |
| 13      | Анетт Немет           | 29 |
| 14      | Грета Кішш            | 11 |
| 16      | Брігітта Петренко     | 4  |
| Заміни: |                       |    |
| 6       | Зора Глембоцкі        | 8  |
| 10      | Панна Крістіна Раткай |    |
| 12      | Нора Кішш             |    |
| 18      | Анна Шалаї            |    |
| 20      | Петра Кертес (л)      |    |

| 1       | Олександра Міленко   | 12 |
| 2       | Діана Мелюшкина      | 13 |
| 6       | Кристина Нємцева (л) |    |
| 13      | Юлія Димар           | 14 |
| 14      | Дар'я Шаргородська   | 5  |
| 19      | Анна Артишук         | 17 |
| 26      | Уляна Котар          | 13 |
| Заміни: |                      |    |
| 12      | Валерія Нудьга       | 1  |

### Статистика
Особиста статистика:
| N° | Волейболістка         | Позиція               | Ігри | Сети | Очки | Ср.  | Команда |
| -- | --------------------- | --------------------- | ---- | ---- | ---- | ---- | ------- |
| 1  | Олександра Міленко    | догравальний          | 8    | 28   | 75   | 2,68 |         |
| 2  | Діана Мелюшкина       | центральний блокуючий | 7    | 24   | 78   | 3,25 |         |
| 4  | Аліка Луценко         | ліберо                | 2    | 2    | 0    | 0    |         |
| 6  | Кристина Нємцева ()   | ліберо                | 8    | 28   | 0    | 0    |         |
| 8  | Поліна Герасимчук     | центральний блокуючий | 0    | 0    | 0    | 0    |         |
| 9  | Станіслава Парфьонова | пасуючий              | 3    | 4    | 0    | 0    |         |
| 12 | Валерія Нудьга        | догравальний          | 4    | 5    | 2    | 0,4  |         |
| 13 | Юлія Димар            | догравальний          | 8    | 26   | 88   | 3,38 |         |
| 14 | Дар'я Шаргородська    | пасуючий              | 8    | 28   | 28   | 1    |         |
| 16 | Анастасія Маєвська    | центральний блокуючий | 2    | 5    | 7    | 1,4  |         |
| 19 | Анна Артишук          | діагональний          | 8    | 28   | 143  | 5,11 |         |
| 23 | Андріана Павлик       | догравальний          | 3    | 5    | 6    | 1,2  |         |
| 24 | Анастасія Крайдуба    | діагональний          | 2    | 4    | 3    | 0,75 |         |
| 26 | Уляна Котар           | центральний блокуючий | 8    | 28   | 81   | 2,89 |         |

## Чемпіонат світу
Група Н
| Дата      | Час   |         | Рахунок |         | Сет 1 | Сет 2 | Сет 3 | Сет 4 | Сет 5 | Всього | Звіт |
| --------- | ----- | ------- | ------- | ------- | ----- | ----- | ----- | ----- | ----- | ------ | ---- |
| 23 серпня | 20:30 | Сербія  | –       | Україна | –     | –     | –     |       |       | 0–0    | Звіт |
| 25 серпня | 17:00 | Японія  | –       | Україна | –     | –     | –     |       |       | 0–0    | Звіт |
| 27 серпня | 20:30 | Україна | –       | Камерун | –     | –     | –     |       |       | 0–0    | Звіт |

## Молодіжна збірна
На початку липня молодіжна збірна України здобула путувку на чемпіонат Європи, який відбудеться наступного року в Нідерландах. Відбірковий турнір у групі В пройшов у Даугавпілсі, а суперниками були команди Данії і Латвії.
Склад:
- пасуючі: Вероніка Тверда («Йованос» Литва), Олександра Молчанова («Буковинка»);
- ліберо: Яна Прокопова («Балта»), Дар'я Макарова («Балта»);
- блокуючі: Поліна Герасимчук («Буковинка», Кіма Жаркова («Дубровник» Хорватія), Марія Риболовлева («Галичанка-ЗУНУ»), Катерина Жилінська («Буковинка»);
- догравальниці: Андріна Павлик («Буковинка»), Богдана Грицик («Хапоель» Ізраїль), Маргарита Гейко («Бельсько Бяла» Польща), Діана Крива («Добродій-Медуніверситет»);
- діагональна: Кіра Лісова («Буковинка»).
- Головний тренер: Гарій Єгіазаров.[6][7]

Матчі:
| Дата    | Час   |               | Рахунок |               | Сет 1 | Сет 2 | Сет 3 | Сет 4 | Сет 5 | Всього | Звіт |
| ------- | ----- | ------------- | ------- | ------------- | ----- | ----- | ----- | ----- | ----- | ------ | ---- |
| 5 липня | 16:00 | Данія (U22)   | 0–3     | Україна (U20) | 12–25 | 23–25 | 12–25 |       |       | 47–75  | Звіт |
| 6 липня | 16:00 | Україна (U22) | 3–1     | Латвія (U22)  | 25–22 | 25–19 | 22–25 | 25–16 |       | 97–82  | Звіт |